# Горбач, Анна-Галя
А́нна-Га́ля Горба́ч (укр. А́нна-Га́ля Горба́ч; в девичестве — Луцяк; 2 марта 1924 года, Бродина — 11 июня 2011 года, Райхельсгайм) — украинская переводчица, литературовед, издательница, общественная деятельница. Доктор философии, член Национального союза писателей Украины (1993), член-корреспондент Научного содружества имени Шевченко в Европе.

## Биография
Родилась 2 марта 1924 года в Подкарпатском селе Бродина (Южная Буковина), к декабрю 1940 года посещала румынскую школу. Образование получила уже в Германии. Принимала активное участие в работе немецкой секции Amnesty International, в 1960—1980-х годах занималась информированием мировой общественности о политических репрессиях на Украине. Была организатором протестных кампаний в защиту писателей Василия Стуса, Ивана Светличного, Николая Горбаля, диссидента Вячеслава Черновола и других украинских узников совести, вела с ними активную переписку.
Является автором трудов «Эпические стилистические средства казацких дум», «Ольга Кобылянская и немецкая культура», «Украинские карпатские сказки».
Горбач превела на немецкий язык и издала произведения Михаила Коцюбинского, Гната Хоткевича, Василия Стуса, Евгения Сверстюка, Валерия Марченко, Игоря Калинца, Валерия Шевчука, Юрия Андруховича а также других. Всего из под её руки вышло около 50 переводов. Горбач упорядочила и издала на немецком языке 6 антологий украинской прозы — «Синий ноябрь», «Колодец для жаждущих» и украинской новеллистики о Чернобыле. Была инициатором серии немецкоязычных переводов «Самиздат Украины». В 1995 году вместе со своим мужем Алексеем Горбачем основала издательство «Бродина» (Brodina Verlag), которое издавало и распространяло в Германии произведения украинских писателей.
Супруги Горбачи было инициаторами создания единственной в Германии специализированной кафедры украинистики при Грайфсвальдском университете. Последние годы жизни Анна-Галя Горбач посвятила изданию работ своего мужа, Алексея Горбача. Умерла в Райхельсгайме 11 июня 2011 года.

## Отличия
- Премия имени Василия Стуса Украинской ассоциации независимой творческой интеллигенции (1993);
- Литературная премия имени Ивана Франко (1994);
- Премия «Триумф» (2001);
- Орден княгини Ольги III степени (2006);
- Орден «За заслуги перед Федеративной Республикой Германия» (2006);
- Премия имени Елены Телиги (2009).